# توقيت وسط إفريقيا
توقيت وسط إفريقيا أو سي اى تي, هي منطقة زمنية تستخدم في وسط وجنوب إفريقيا. توقيت وسط أفريقيا متقدم بساعتين عن التوقيت العالمي المنسق (ت ع م+02:00)، وهو نفس التوقيت القياسي لجنوب إفريقيا المجاور وتوقيت مصر القياسي وتوقيت شرق أوروبا وتوقيت كالينينغراد وتوقيت وسط أوروبا الصيفي.
وبما أن هذه المنطقة الزمنية تقع في منطقتي الاستوائية والمدارية، فلا يوجد تغيير يذكر في طول اليوم على مدار العام، وبالتالي لا يلاحظ التوقيت الصيفي.
يتم الالتزام بتوقيت وسط إفريقيا من قبل البلدان التالية:
- بوتسوانا[1]
- بوروندي[1]
- جمهورية الكونغو الديمقراطية (الجانب الشرقي فقط)[1]
- مالاوي[1]
- موزمبيق[1]
- ناميبيا[2]
- رواندا[1]
- السودان[3]
- جنوب السودان[4][5]
- زامبيا[1]
- زيمبابوي[1]

تستخدم البلدان التالية في إفريقيا أيضا ت ع م+02:00 على مدار السنة:
- مصر (يراعي توقيت مصر الرسمي)
- إسواتيني (يلاحظ توقيت جنوب إفريقيا الرسمي)
- ليسوتو (يلاحظ توقيت جنوب إفريقيا الرسمي)
- ليبيا (يلاحظ توقيت أوروبا الشرقية)
- جنوب إفريقيا (يلاحظ توقيت جنوب إفريقيا الرسمي)